# Usmiljeni (sura)
Usmiljeni (arabsko Ar-Rahman) je 55. sura (poglavje) v Koranu, ki jo sestavlja 78 ajatov (verzov). Je medinska sura.
Med opravljanjem molitve (salata oz. namaza) pri tej suri verniki opravijo 3 ruku'jev (priklonov).